# 대구테크노초등학교
대구테크노초등학교는 대한민국 대구광역시 달성군에 있는 공립 초등학교이다.

## 학교 연혁
- 2024년 3월 1일 : 개교